# Vitrail Saint-Georges
 (août 2012).
Le nom Vitrail Saint-Georges est l'appellation prise en 1979 par un atelier lyonnais de maîtres verriers créé au milieu du XIXe siècle. Œuvrant toujours à la fabrication de vitraux religieux ou profanes ainsi qu'à la restauration de monuments historiques, l'atelier a également étendu ses activités à la décoration et l'agencement d'intérieurs privés.
Vitrail Saint-Georges perpétue l'art du vitrail apparu au Moyen Âge.

## Illustres prédécesseurs

### L'atelier Jean-Baptiste Barrelon

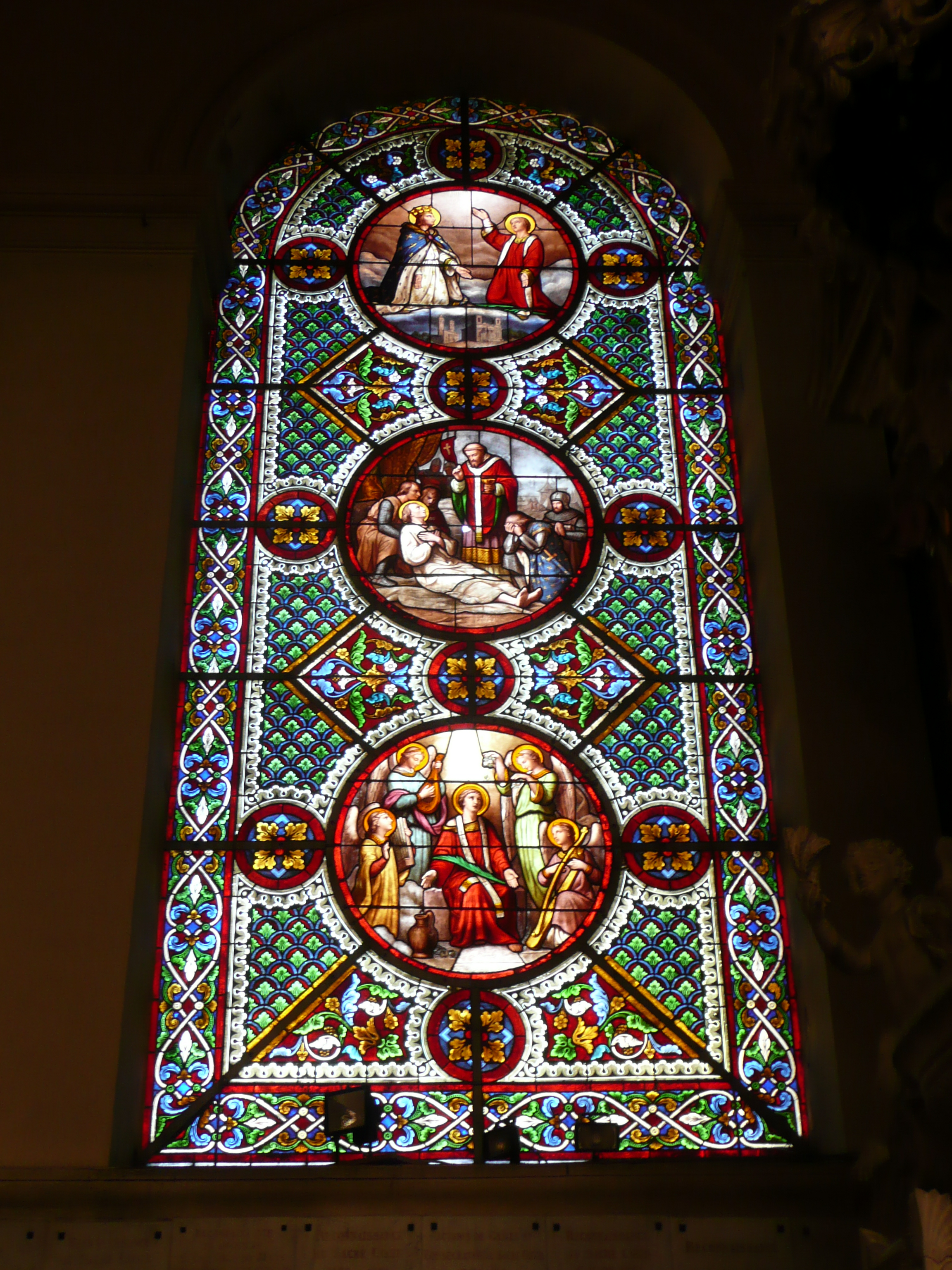
Vitrail réalisé entre 1858 et 1878 par l'atelier Jean-Baptiste Barrelon pour l'église cathédrale Saint-Vincent de Mâcon.

Issu d'une famille de serruriers, originaire de Saint-Chamond (Loire), Jean-Baptiste Barrelon (18 octobre 1818–3 septembre 1885) sortit des Beaux-Arts de Lyon avec les honneurs d'une médaille d'argent gagnée dans la classe de peinture de Claude Bonnefond. Après un séjour de quelques années à Paris où il devint l'élève du peintre suisse Charles Gleyre (1806–1874) (Gleyre forma des élèves parmi lesquels on compte Renoir, Monet ou Sisley), il suivit à partir de 1845 une formation chez le peintre verrier Alexandre Mauvernay (1810–1898), installé à Saint-Galmier (Loire). Sept ans plus tard, en 1852, associé à Bessac et au peintre Joséphus Veyrat, il monta sa propre entreprise à Grigny, à une dizaine de kilomètres de Lyon. Cette association devait être dissoute onze ans plus tard, laissant Barrelon seul signataire des vitraux produits à partir de 1864. Il réalisa l'ensemble des baies de l'église Saint-Antoine à Vaugneray (1864–1865), travailla pour les villes de Brindas (1871), Bully, Chaussan, Saint-Genis-Laval, Saint-Maurice-sur-Dargoire (1856), de même que tous les vitraux de l'église cathédrale Saint-Vincent de Mâcon (1858–1878). Jusqu'à sa reprise le 19 juin 1878 par l'un de ses employés, Georges Nicolas Dufêtre, la maison Barrelon étendit de plus en plus son champ d'action en travaillant notamment en Irlande, Italie et jusqu'en Nouvelle-Calédonie. Mais tout au long de sa carrière, Barrelon garda un intérêt constant pour sa région. Et bien qu'il produisît beaucoup pour le département de la Loire, de nombreux vitraux sortis de l'atelier Barrelon sont toujours en place — au début du XXIe siècle — dans l'Ouest lyonnais.

### L'atelier Georges Nicolas Dufêtre
Georges Dufêtre fut l'un des ouvriers de Barrelon. Entré le 1er février 1864, il succéda officiellement à son maître en 1885. C'est pourtant lui qui signa en 1877 l'ensemble des vitraux de Messimy, alors qu'il travaillait toujours pour Barrelon. Les livres de comptabilité de Barrelon conservent les détails des factures adressées à M. Blanc, curé de Messimy. Il en est de même pour les vitraux de l'église d'Orliénas, réalisés en 1875. En 1885, alors à son propre compte, il peignit la plupart des vitraux de l'église de Saint-Laurent-de-Vaux, ceux de la chapelle de l'institution Querbes à Vourles, ceux de Beaunant (actuellement disparus) et quelques baies à Sarcey. La production de Dufêtre se situe dans une période beaucoup moins favorable que celle de Barrelon, du fait de la fin des grands chantiers religieux. Il quitte Grigny en 1885 pour s'établir au 122 rue Saint-Georges à Lyon.

### L'atelier Paul Nicod
Cet atelier sera repris par Paul Nicod en 1898, succession notifiée par une circulaire envoyée aux clients et datée du 24 juin. De 1901 à 1918, il est associé avec Jean Jubin, frère d'Antoine Jubin le « chemineau des Monts du Lyonnais », bien connu dans la région. Ce dernier lui dédia un poème, « À mon frère à Saint-André l'on voit l'apôtre en sa verrière alors que le martyr bénit sa noble croix, à Riverie aussi, Jean, au nombre de trois figurent tes vitraux en leurs cadres de pierre ». Certains vitraux des églises de Chaponost, Charbonnières, Saint-Genis-Laval, Riverie, Sain-Bel et Yzeron sont signés de leurs noms. À la suite des conditions socio-économiques engendrées par la guerre (1914–1918), Paul Nicod a l'idée de réunir ses confrères en 1919 et leur envoie une lettre circulaire où il leur dit notamment : « […] les événements qui viennent de se dérouler ont posé à tous et à chacun de grands problèmes qu'ils ont de toute urgence à résoudre. De toutes parts où se groupent les états et les individus, ne pensez-vous pas que notre petite corporation des maîtres peintres-verriers de Lyon pourrait, elle aussi, apporter sa pierre à l'édifice de concorde qui se construit ? Si tel est votre avis veuillez assister à la réunion pour y discuter des intérêts de notre corporation afin d'améliorer notre existence et celle de nos collaborateurs et ouvriers […]. » » La proposition semble avoir été bien accueillie par le nombre de réponses favorables qu'il reçut.

### L'atelier Joséphine Lamy Paillet
Vers 1936, l'atelier fut repris par Joséphine Lamy Paillet. Cette femme peintre verrier consacra vingt ans de sa vie aux vitraux de l'église Saint-Bonaventure. Les églises de Sain-Bel, Sarcey et Saint-Pierre-la-Palud possèdent également des verrières signées de son nom.

## Atelier Vitrail Saint-Georges
En 1979, Joël Mône rencontra Joséphine Lamy Paillet autour d’un projet de vitrail qui ne vit finalement le jour que trente ans plus tard, après la mort de son commanditaire, par le biais de ses volontés testamentaires. Au cours des années qui suivirent cette rencontre, Joël Mône fut l'héritier de tout le savoir-faire transmis depuis Barrelon. Il se forma et travailla dans l'atelier Joséphine Lamy Paillet, avant de créer l'atelier Vitrail Saint-Georges. L'atelier s'installe au 52 rue Saint-Georges (5e arrondissement de Lyon) avant de déménager au 21 quai Fulchiron, Lyon 5ème en 1990 pour s'agrandir. Joël Mône entreprend de travailler la transparence et la perspective simultanément, souhaitant que le vitrail soit perçu selon La Perspective de la transparence, titre de l'ouvrage qu'il fait éditer à compte d'auteur, en 2007, et dans lequel il explique de manière détaillée sa technique. Les créations de Joël Mône, exécutées par l'atelier Vitrail Saint-Georges, se retrouvent non seulement dans toute la France mais aussi à l'international, au Japon, à Singapour, au Canada, en Espagne ou encore au Cambodge.
En 2010, l'atelier est repris par Jean Mône, fils ainé de Joël Mône avec une nouvelle implantation : Domaine « Les Grandes Trèves » 82 Avenue Marcel Mérieux 69290 St-Genis-les-Ollières
En 2019, l'atelier développe ses compétences et ouvre une ferronnerie-serrurerie pour compléter son savoir faire en éléments de ferronnerie sur vitrail mais également en travail de ferronnerie ancestrale avec du façonnage à la forge et création, restauration d'éléments de ferronnerie d'art pour les Monuments Historiques. Travail du laiton et du cuivre.
À la suite de l'incendie de Notre-Dame de Paris, l'atelier Vitrail Saint-Georges est missionné pour restaurer 400 mètres carrés de vitraux.

## Sources
- André Hernoud, « Le vitrail religieux dans l'Ouest lyonnais », L'Araire, n°90, automne 1992, p. 5-29.
- Hélène Barbeau, « Jean-Baptiste Barrelon et l'Ouest lyonnais », L'Araire, p. 63-78.